# Částkov (kraj pilzneński)
Částkov – gmina w Czechach, w powiecie Tachov, w kraju pilzneńskim. Według danych z dnia 1 stycznia 2013 liczyła 324 mieszkańców.